# Oświata w Rzeszowie

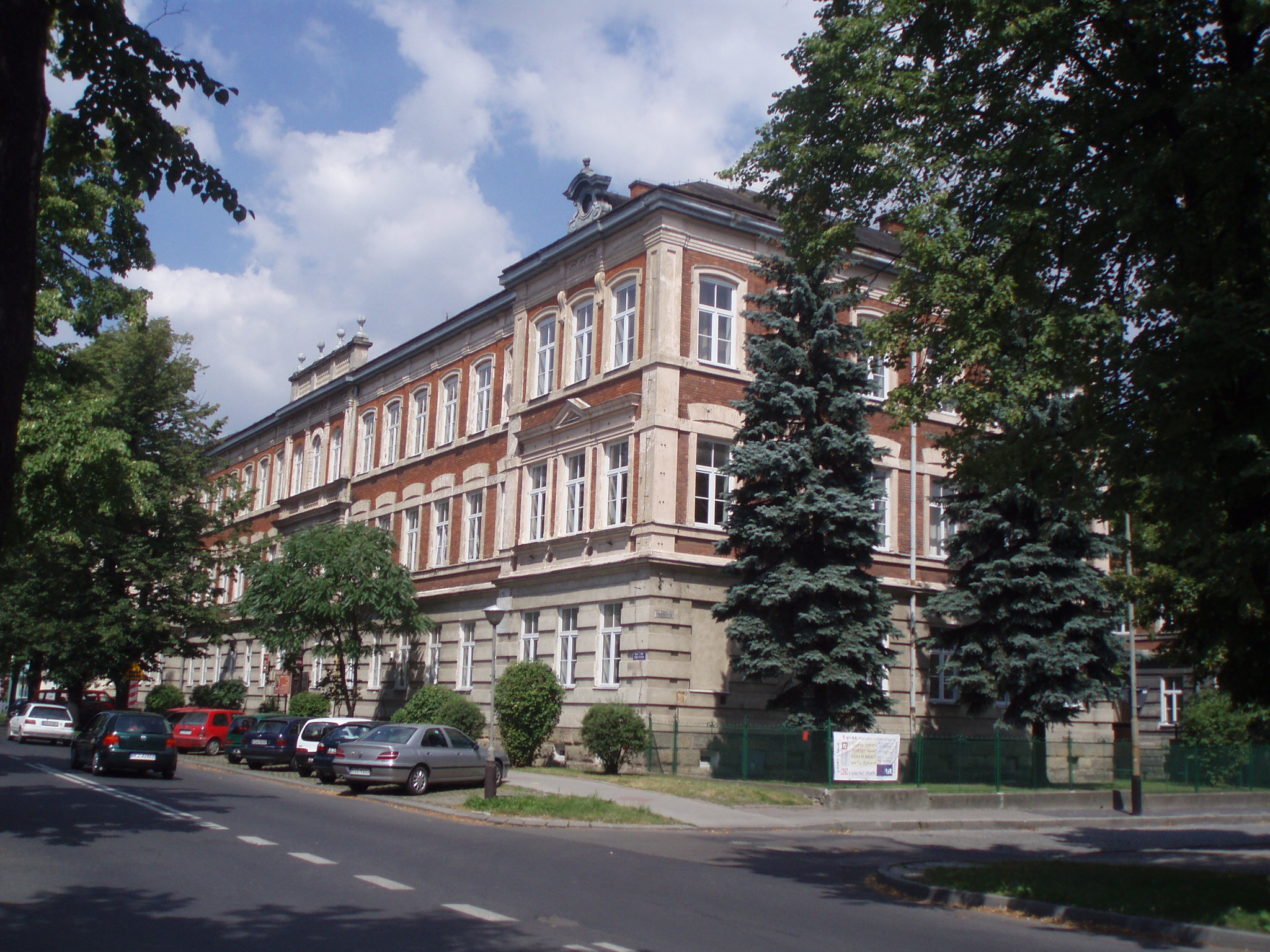
Uniwersytet Rzeszowski (Wydział Pedagogiczno-Artystyczny)

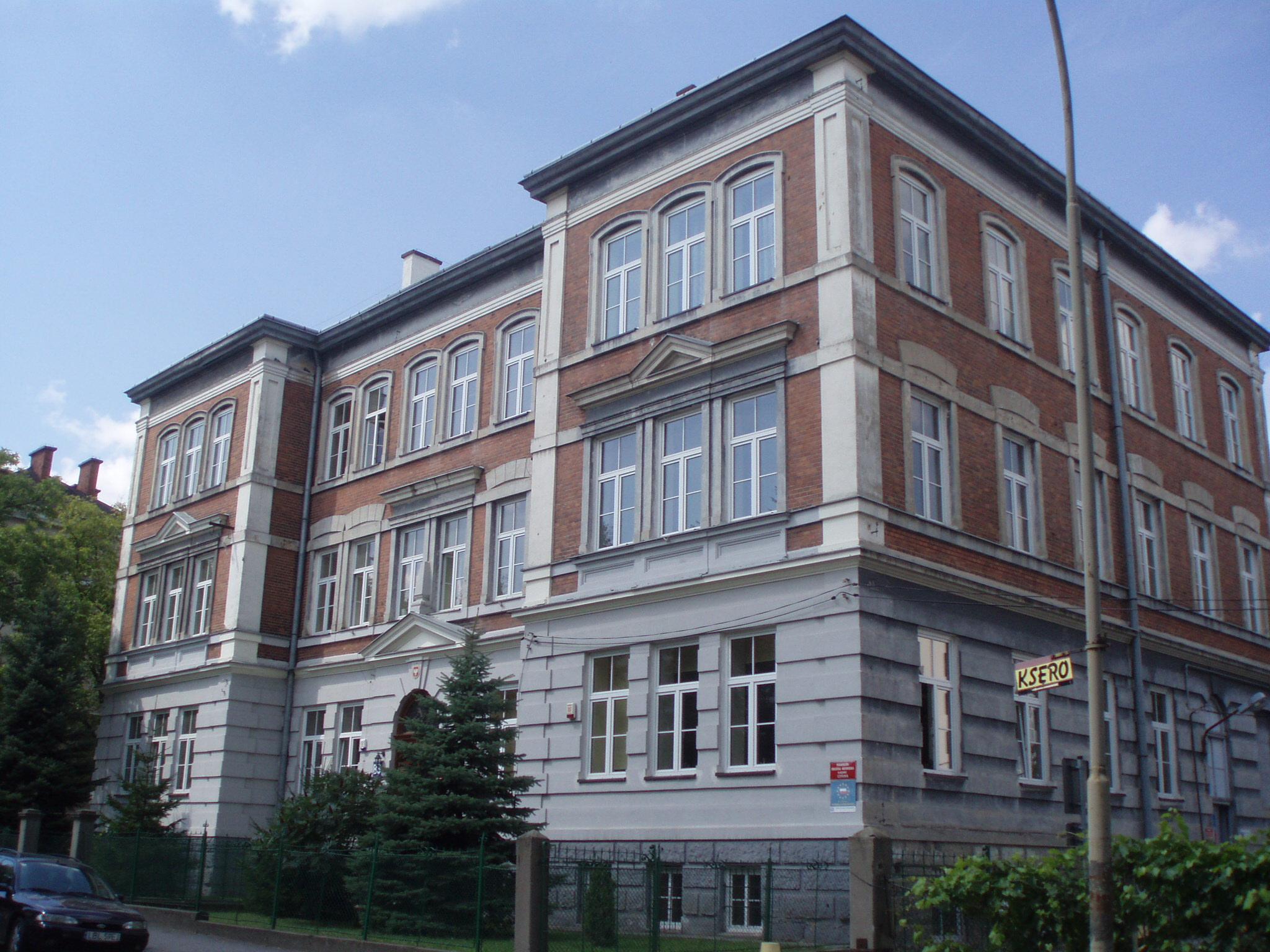
Uniwersytet Rzeszowski (Wydział Wychowania Fizycznego)

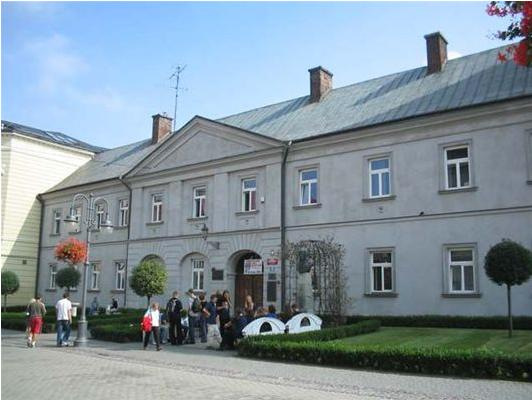
I LO przy 3 Maja

Początki oświaty w Rzeszowie sięgają XV wieku. Wtedy właśnie umieszczono pierwszą wzmiankę o szkole parafialnej w mieście.

## Historyczne szkoły w Rzeszowie
- Szkoła Parafialna
- Kolegium Pijarskie (I LO)
- II Gimnazjum Męskie (II LO)
- Gimnazjum Żeńskie (III LO)
- Wyższa Szkoła Żeńska

W 1874 roku w Rzeszowie utworzono Wyższą Szkołę Żeńską. Szkoła przewyższała rangą placówki wydziałowe. Obecnie w gmachu szkoły przy ulicy Grunwaldzkiej mieści się Uniwersytet Rzeszowski
- 4-klasowa Szkoła Żeńska im. Cesarzowej Elżbiety

Mieściła się w budynku obok Wyższej Szkoły Żeńskiej. Obecnie również siedziba UR.
- Zespół Szkół Spożywczych (1903)
- 2 Klasowa Publiczna Szkoła Powszechna Męska im. Stanisława Jachowicza

Obecnie w jej gmachu mieści się III LO.
- 2 Klasowa Publiczna Szkoła Powszechna Żeńska im. Seweryny Duchińskiej

## Uczelnie
Rzeszów to duży ośrodek akademicki. W mieście kształci się około 60 tys. studentów. Działają tu zarówno uczelnie państwowe, jak i prywatne.
- Uniwersytet Rzeszowski (z 11 wydziałami, w tym Wydziałem Medycznym)
- Politechnika Rzeszowska im. Ignacego Łukasiewicza (największa uczelnia techniczna południowo-wschodniej Polski, z jedynym w kraju ośrodkiem kształcenia pilotów lotnictwa cywilnego)
- Wyższe Seminarium Duchowne w Rzeszowie
- Wyższa Szkoła Informatyki i Zarządzania w Rzeszowie – największa niepubliczna uczelnia na Podkarpaciu
- Wyższa Szkoła Zarządzania w Rzeszowie
- Nauczycielskie Kolegium Języków Obcych w Rzeszowie
- Szkoła Języków Obcych i Zarządzania PROMAR w Rzeszowie
- Wyższa Szkoła Społeczno-Gospodarcza w Rzeszowie-Tyczynie
- Akademia Ekonomiczna w Krakowie, Zamiejscowy Ośrodek Dydaktyczny w Rzeszowie
- Wyższa Szkoła Administracji i Zarządzania, Wydział Administracyjno-Prawny w Rzeszowie
- Wyższa Szkoła Inżynieryjno-Ekonomiczna, Wydział Przedsiębiorczości w Rzeszowie
- Wyższa Szkoła Prawa i Administracji w Przemyślu, Zamiejscowy Wydział Prawa i Administracji w Rzeszowie

Pomimo stosunkowo niewielkich tradycji akademickich miasta, Rzeszów wypracował już atmosferę ośrodka studenckiego. W najbliższej przyszłości absolwenci rzeszowskich szkół wyższych będą mogli realizować swoje pomysły w preinkubatorze, powiązanym z parkiem technologicznym.

## Szkoły policealne
- Medyczna Szkoła Policealna w Rzeszowie

## Licea ogólnokształcące
- I Liceum Ogólnokształcące im. ks. Stanisława Konarskiego w Rzeszowie
- II Liceum Ogólnokształcące im. płk. Leopolda Lisa-Kuli w Rzeszowie
- III Liceum Ogólnokształcące im. Cypriana Kamila Norwida w Rzeszowie
- IV Liceum Ogólnokształcące im. Mikołaja Kopernika w Rzeszowie
- V Liceum Ogólnokształcące im. Krzysztofa Kamila Baczyńskiego
- VI Liceum Ogólnokształcące im. Ambrożego Towarnickiego w Rzeszowie
- VII Liceum Ogólnokształcące
- VIII Liceum Ogólnokształcące im. Stanisława Wyspiańskiego
- IX Liceum Ogólnokształcące z Oddziałami Dwujęzycznymi im. św. Królowej Jadwigi w Rzeszowie (przed reformą Gimnazjum nr 9 z Oddziałami Dwujęzycznymi im. św. Królowej Jadwigi w Rzeszowie)
- X Liceum Ogólnokształcące (wojskowe, w ZSKU)
- XI Liceum Ogólnokształcące
- XII Liceum Ogólnokształcące
- XII Liceum Ogólnokształcące (w ZSO nr 4)
- XIII Liceum Ogólnokształcące
- XIV Liceum Ogólnokształcące
- Liceum Ogólnokształcące im. Jana Pawła II Sióstr Prezentek[1]
- Liceum Ogólnokształcące Wyższej Szkoły Informatyki I Zarządzania (ALO)
- Społeczne Liceum Ogólnokształcące

## Główne szkoły artystyczne
- Podkarpacki Zespół Niepaństwowych Szkół Muzycznych w Rzeszowie – Grzegorz Wójcikiewicz
- Zespół Szkół Muzycznych nr 1 im. Karola Szymanowskiego
- Zespół Szkół Muzycznych nr 2 im. Wojciecha Kilara
- Zespół Szkół Plastycznych

## Statystyka
- 26 – szkoły podstawowe
- 15 – gimnazja
- 12 – licea ogólnokształcące
- 18 – technika i szkół profilowanych
- 12 – szkoły policealne
- 3 – szkoły artystyczne